# Большая Ыя
Большая Ыя (Большая Ия, Верхняя Ия) — река в России, протекает на северо-западе Удорского района Республики Коми. Левый приток реки Вашки.
Длина реки составляет 48 км.

## Притоки
(от устья)
- Кузьёль (лв)[5];
- Ягъёль (лв)[5].
- Лунпес (пр)[5];
- Нижний Гуранвож (пр);
- Верхний Гуранвож (лв)[5];
- Ыджыдшилашор (пр)[5];
- 26 км: Ширь (лв);
- Ыджыдъёль (лв)[5];

## Данные водного реестра
По данным государственного водного реестра России относится к Двинско-Печорскому бассейновому округу, водохозяйственный участок реки — Мезень от истока до водомерного поста у деревни Малонисогорская. Речной бассейн реки — Мезень.
Код объекта в государственном водном реестре — 03030000112103000047405.